# Guanshan
Guanshan (cinese tradizionale: 關山鎮) è una delle due città urbane della Contea di Taitung, situata a nord della stessa, a Taiwan. La città si trova nel segmento meridionale della pianura Hua-dong Zonggu, e vi scorre il fiume Beinan. Circondata dalle montagne, si trova a est la Montagna Costiera, e ad ovest la Catena Montuosa Centrale. Guanshan ha un clima monsonico-tropicale, con precipitazioni annue di circa 2.000mm ed una temperatura media di 23,7 °C.